# Aranyosszohodol
Aranyosszohodol (románul Sohodol) falu Romániában, Fehér megyében, az azonos nevű község központja.

## Fekvése
Az Erdélyi-érchegységben, az Aranyos egyik mellékpataka mellett, Abrudbányától északnyugatra, Topánfalva és Abrudfalva közt fekvő település.

## Története
Aranyosszohodol nevét csak 1805-ben, említették először Szohodol néven.
1808-ban Szohodol, 1861-ben Szohodos néven írták.
Határában márványt bányásznak.
1910-ben 4713 lakosából 135 magyar, 4670 román volt. Ebből 257 görögkatolikus, 4421 görögkeleti ortodox volt.
A trianoni békeszerződés előtt Alsó-Fehér vármegye Verespataki járásához tartozott.

## Nevezetességek
- Ortodox temploma 1861-ben épült.
- A Lucsia-barlang a település közelében található.